# 13. Europejski Puchar Mistrzów w Brydżu Sportowym
13. Europejski Puchar Mistrzów w Brydżu Sportowym (13th European Champions' Cup) − zawody brydżowe, które były rozgrywane w Mediolanie (Włochy) w dniach 13-15 listopada 2014 roku.
Miejsca medalowe zdobyły:
1. Włochy G.S. Allegra: Norberto Bocchi, Massimiliano Di Franco, Giorgio Duboin, Agustin Madala, Gabriele Zanasi;
2. Niemcy Bamberger Reiter: Michael Gromoeller, Jörg Fritsche, Helmut Häusler, Andreas Kirmse, Josef Piekarek, Alexander Smirnov;
3. Dania Schaltz: Peter Schaltz, Knut Blakset, Lars Blakset, Mathias Bruun, Dorthe Schaltz, Martin Schaltz.

## Poprzedni zwycięzcy
W poprzednich, 12. zawodach, które odbyły się w Abacji, (Chorwacja) w okresie 14–17 listopada 2013 roku medalowe miejsca zdobyły:
1. Włochy G.S. Allegra: Maria Teresa Lavazza, Norberto Bocchi, Giorgio Duboin, Guido Ferraro, Agustin Madala, Antonio Sementa;
2. Bułgaria K1: Iwan Nanew, Wiktor Aronow, Diana Damjanowa, Rosen Gunew, Julijan Stefanow;
3. Polska Ruch SA AZS Politechnika Wroclaw : Stanisław Gołębiowski, Piotr Gawryś, Michał Klukowski, Michał Kwiecień, Włodzimierz Starkowski, Piotr Tuczyński.

## Format zawodów
- Do zawodów zostało zaproszonych 11 teamów oraz zwycięzcy z poprzedniego roku (G.S. Allegra);
- Zawody składały się z dwóch części:
  - W czwartek i piątek teamy rozgrywały rundę każdy z każdym. Były to mecze 10 rozdaniowe,
  - W sobotę drużyny grały sesje półfinałowe (2 * 16 rozdań) i finałowe o miejsca 1–4,5–8 i 9–12;
- Zdobywcy 3 pierwszych miejsc (oprócz nagród pieniężnych) otrzymali odpowiednio złoty, srebrny i brązowe medale;
- Zwycięzcy otrzymali ponadto Puchar oraz tytuł Klubowego Mistrza Europy (European Champion Club);
- Zwycięzcy będą również (automatycznie) uczestnikami następnej edycji zawodów (w roku 2015) i będą bronić tytułu.

## Uczestnicy zawodów
1. Bułgaria Titan – Bulgarian National Champion: Georgi Stamatow, Dijan Danaiłow, Plamen Hristov, Kalin Karaiwanow, Hristo Nikolov, Rumen Trendafiłow;
2. Dania Schaltz – Danish National Champion: Peter Schaltz, Knut Blakset, Lars Blakset, Mathias Bruun, Dorthe Schaltz, Martin Schaltz;
3. Anglia Allfrey – English National Champion: David Bakhshi, Alexander Allfrey, Tony Forrester, David Gold, Andrew McIntosh, Andrew Robson;
4. Francja Zaleski – French National Champion: Romain Zaleski, Michel Bessis, Thomas Bessis, Philippe Cronier, Dominique Pilon, Philippe Toffier;
5. Niemcy Bamberger Reiter: Michael Gromoeller, Jörg Fritsche, Helmut Häusler, Andreas Kirmse, Josef Piekarek, Alexander Smirnov;
6. Izrael Bareket – Israeli National Champion: Ilan Bareket, Michael Barel, Ilan Herbst, Ofir Herbst, Assaf Lengy, Yaniv Zack;
7. Włochy Allegra  G.S. Allegra: Norberto Bocchi, Massimiliano Di Franco, Giorgio Duboin, Agustin Madala, Gabriele Zanasi;
8. Włochy Pescara Asd Pescara Bridge: Gino Colarossi, Marcello Di Eusanio, Tiziano Di Febo, Sergio Freddio, Berardino Mancini, Raffaele Severini;
9. Monako Monaco FMB: Pierre Zimmermann, Fulvio Fantoni, Geir Helgemo, Tor Helness, Franck Multon, Claudio Nunes;
10. Norwegia Heimdal BK: Allan Livgård, Terje Aa, Erik Berg, Glenn Grøtheim, Lars Arthur Johansen, Jørgen Molberg;
11. Polska Ruch SA AZS Politechnika Wrocław: Stanisław Gołebiowski, Aleksandr Dubinin, Piotr Gawryś, Andriej Gromow, Michał Klukowski, Włodzimierz Starkowski;
12. Szwecja BK Lavec, Smile: Peter Fredin, Dennis Bilde, Jacob Rön, Johan Upmark

.

## Transmisje z zawodów
Wszystkie sesje zawodów były transmitowane w internecie poprzez BBO. Była jednoczesna transmisja z 6 stołów (trzy mecze).
Będą następujące transmisje:
- W czwartek, 13 listopada 1000: runda 1;
- W czwartek, 13 listopada 1150: runda 2;
- W czwartek, 13 listopada 1430: runda 3;
- W czwartek, 13 listopada 1620: runda 4;
- W czwartek, 13 listopada 1810: runda 5;
- W czwartek, 13 listopada 2000: runda 6;
- W piątek, 14 listopada 1000: runda 7;
- W piątek, 14 listopada 1150: runda 8;
- W piątek, 14 listopada 1430: runda 9;
- W piątek, 14 listopada 1620: runda 10;
- W piątek, 14 listopada 1810: runda 11;
- W sobotę, 15 listopada 930: półfinał, sesja 1;
- W sobotę, 15 listopada 1210: półfinał, sesja 2;
- W sobotę, 15 listopada 1530: finał, sesja 1.
- W sobotę, 15 listopada 1810: finał, sesja 2.

## Wyniki zawodów

### Runda każdy z każdym
Po rundzie każdy z każdym była następująca kolejność drużyn:
| 13. Europejski Puchar Mistrzów. Round robin | 13. Europejski Puchar Mistrzów. Round robin | 13. Europejski Puchar Mistrzów. Round robin |
| M                                           | Drużyna                                     | VP                                          |
| ------------------------------------------- | ------------------------------------------- | ------------------------------------------- |
| 1                                           | G.S. Allegra ITA                            | 147.10                                      |
| 2                                           | Bamberger Reiter GER                        | 144.33                                      |
| 3                                           | Schaltz DEN                                 | 125.38                                      |
| 4                                           | Zaleski FRA                                 | 112.07                                      |
| 5                                           | Ruch Sa Wroclaw POL                         | 111.56                                      |
| 6                                           | Heimdal Bk NOR                              | 111.12                                      |
| 7                                           | Monaco FMB                                  | 110.75                                      |
| 8                                           | Allfrey ENG                                 | 105.80                                      |
| 9                                           | Bareket ISR                                 | 102.59                                      |
| 10                                          | Titan BUL                                   | 90.15                                       |
| 11                                          | Bk Lavec Smile SWE                          | 83.11                                       |
| 12                                          | Asd Pescara Bridge ITA                      | 76.04                                       |

### Faza pucharowa
| 13. Europejski Puchar Mistrzów. Mecze półfinałowe, 15 listopada, sobota | 13. Europejski Puchar Mistrzów. Mecze półfinałowe, 15 listopada, sobota | 13. Europejski Puchar Mistrzów. Mecze półfinałowe, 15 listopada, sobota | 13. Europejski Puchar Mistrzów. Mecze półfinałowe, 15 listopada, sobota | 13. Europejski Puchar Mistrzów. Mecze półfinałowe, 15 listopada, sobota | 13. Europejski Puchar Mistrzów. Mecze półfinałowe, 15 listopada, sobota | 13. Europejski Puchar Mistrzów. Mecze półfinałowe, 15 listopada, sobota |
| Nr                                                                      | Team                                                                    | P                                                                       | 9:30                                                                    | 9:30                                                                    | 12:10                                                                   | 12:10                                                                   |
| Nr                                                                      | Team                                                                    | P                                                                       | S1                                                                      | Σ                                                                       | S2                                                                      | Σ                                                                       |
| ----------------------------------------------------------------------- | ----------------------------------------------------------------------- | ----------------------------------------------------------------------- | ----------------------------------------------------------------------- | ----------------------------------------------------------------------- | ----------------------------------------------------------------------- | ----------------------------------------------------------------------- |
| S1                                                                      | G.S. Allegra ITA                                                        | 4,5                                                                     | 39                                                                      | 43,5                                                                    | 47                                                                      | 90,5                                                                    |
| S1                                                                      | Zaleski FRA                                                             |                                                                         | 34                                                                      | 34                                                                      | 40                                                                      | 74                                                                      |
| S2                                                                      | Bamberger Reiter GER                                                    |                                                                         | 41                                                                      | 41                                                                      | 26                                                                      | 67                                                                      |
| S2                                                                      | Schaltz DEN                                                             | 2,67                                                                    | 27                                                                      | 29,7                                                                    | 20                                                                      | 49,7                                                                    |

| 13. Europejski Puchar Mistrzów. Mecz finałowy, 15 listopada, sobota | 13. Europejski Puchar Mistrzów. Mecz finałowy, 15 listopada, sobota | 13. Europejski Puchar Mistrzów. Mecz finałowy, 15 listopada, sobota | 13. Europejski Puchar Mistrzów. Mecz finałowy, 15 listopada, sobota | 13. Europejski Puchar Mistrzów. Mecz finałowy, 15 listopada, sobota | 13. Europejski Puchar Mistrzów. Mecz finałowy, 15 listopada, sobota | 13. Europejski Puchar Mistrzów. Mecz finałowy, 15 listopada, sobota |
| Nr                                                                  | Team                                                                | P                                                                   | 15:30                                                               | 15:30                                                               | 18:10                                                               | 18:10                                                               |
| Nr                                                                  | Team                                                                | P                                                                   | F1                                                                  | Σ                                                                   | F2                                                                  | Σ                                                                   |
| ------------------------------------------------------------------- | ------------------------------------------------------------------- | ------------------------------------------------------------------- | ------------------------------------------------------------------- | ------------------------------------------------------------------- | ------------------------------------------------------------------- | ------------------------------------------------------------------- |
| F                                                                   | G.S. Allegra ITA                                                    |                                                                     | 16                                                                  | 16                                                                  | 52                                                                  | 68                                                                  |
| F                                                                   | Bamberger Reiter GER                                                | 4                                                                   | 37                                                                  | 41                                                                  | 15                                                                  | 56                                                                  |

| 13. Europejski Puchar Mistrzów. Mecz o 3. miejsce, 15 listopada, sobota | 13. Europejski Puchar Mistrzów. Mecz o 3. miejsce, 15 listopada, sobota | 13. Europejski Puchar Mistrzów. Mecz o 3. miejsce, 15 listopada, sobota | 13. Europejski Puchar Mistrzów. Mecz o 3. miejsce, 15 listopada, sobota | 13. Europejski Puchar Mistrzów. Mecz o 3. miejsce, 15 listopada, sobota | 13. Europejski Puchar Mistrzów. Mecz o 3. miejsce, 15 listopada, sobota | 13. Europejski Puchar Mistrzów. Mecz o 3. miejsce, 15 listopada, sobota |
| Nr                                                                      | Team                                                                    | P                                                                       | 15:30                                                                   | 15:30                                                                   | 18:10                                                                   | 18:10                                                                   |
| Nr                                                                      | Team                                                                    | P                                                                       | F1                                                                      | Σ                                                                       | F2                                                                      | Σ                                                                       |
| ----------------------------------------------------------------------- | ----------------------------------------------------------------------- | ----------------------------------------------------------------------- | ----------------------------------------------------------------------- | ----------------------------------------------------------------------- | ----------------------------------------------------------------------- | ----------------------------------------------------------------------- |
| R                                                                       | Schaltz DEN                                                             |                                                                         | 47                                                                      | 47                                                                      | 51                                                                      | 98                                                                      |
| R                                                                       | Zaleski FRA                                                             | 11,67                                                                   | 4                                                                       | 15,7                                                                    | 29                                                                      | 44,7                                                                    |